# Sakina Jaffrey
Sakina Jaffrey (født 14. februar 1962) er en amerikansk skuespillerinde, bedst kendt for sin rolle som præsidentens stabschef Linda Vasquez i Netflix-serien House of Cards i 2013.

## Filmografi

### Film
| År   | Titel                              | Rolle                      | Noter           |
| ---- | ---------------------------------- | -------------------------- | --------------- |
| 1988 | The Perfect Murder                 | Neena Lal                  |                 |
| 1989 | Slaves of New York                 | Willfredo's receptionist   |                 |
| 1991 | Masala                             | Rita Solanki               |                 |
| 1995 | The Indian in the Cupboard         | Lucy                       |                 |
| 1996 | Daylight                           | Kit's passenger #1         |                 |
| 1999 | Chutney Popcorn                    | Sarita                     |                 |
| 1999 | Cotton Mary                        | Rosie                      |                 |
| 2001 | Revolution No. 9                   | Dr. Ray                    |                 |
| 2001 | The Mystic Masseur                 | Suruj Mooma                |                 |
| 2002 | The Guru                           | Young Woman in Dance Class |                 |
| 2002 | The Truth About Charlie            | Sylvia                     |                 |
| 2003 | Ash Tuesday                        | June                       |                 |
| 2003 | American Made                      | N/A                        | Short film      |
| 2004 | Raising Helen                      | Nilma Prasad               |                 |
| 2004 | The Manchurian Candidate           | Mysterious Arabic Woman    |                 |
| 2006 | Hiding Divya                       | Dr. Sharma                 |                 |
| 2007 | Where God Left His Shoes           | Doctor                     |                 |
| 2007 | Dharini                            | Kiran                      | Short film      |
| 2007 | Waking Dreams                      | Rajani                     |                 |
| 2007 | The Nanny Diaries                  | Sima                       |                 |
| 2007 | Before the Devil Knows You're Dead | Manager                    |                 |
| 2008 | Definitely, Maybe                  | School Mom                 |                 |
| 2008 | The Toe Tactic                     | Lacticia Utt               |                 |
| 2008 | The Understudy                     | Nurse                      |                 |
| 2008 | The Ode                            | Parin                      |                 |
| 2009 | Company Retreat                    | Sareeta                    |                 |
| 2010 | Nevermind Nirvana                  | Dr. Sarita Matto           | Television film |
| 2011 | Breakaway                          | Livleen Singh              |                 |
| 2012 | The Domino Effect                  | Serena                     |                 |
| 2013 | The Necklace                       | Sunita                     | Short film      |
| 2016 | Claire in Motion                   | Maya                       |                 |
| 2017 | The Meyerowitz Stories             | Dr. Soni                   |                 |
| 2018 | Red Sparrow                        | Trish Forsyth              |                 |
| 2018 | Behold My Heart                    | Jane                       |                 |
| 2018 | The Equalizer 2                    | Fatima                     |                 |
| 2019 | Late Night                         | Mrs. Patel                 |                 |
| 2020 | Soul                               | Doctor                     | Voice role      |
| 2021 | The Hating Game                    | Helen                      |                 |

### Tv
| År        | Titel                             | Rolle                    | Noter                          |
| --------- | --------------------------------- | ------------------------ | ------------------------------ |
| 2000      | Law & Order                       | Dr. Balikrishan          | Episode: "Endurance"           |
| 2003–2005 | Third Watch                       | Dr. Hickman              | 16 episodes                    |
| 2004      | Sex and the City                  | Rama Patel               | Episode: "Splat!"              |
| 2004      | Law & Order                       | Roya Koutal              | Episode: "Caviar Emptor"       |
| 2006      | Heroes                            | Mrs. Suresh              | 2 episodes                     |
| 2007      | What Goes On                      | Asha                     | Episode: "Blue"                |
| 2007      | Law & Order: Special Victims Unit | Geeta Chanoor            | Episode: "Outsider"            |
| 2011      | Blue Bloods                       | Mrs. Demir               | Episode: "Thanksgiving"        |
| 2012      | Girls                             | Gynecologist             | Episode: "Vagina Panic"        |
| 2013–2018 | House of Cards                    | Linda Vasquez            | 19 episodes                    |
| 2014–2015 | Sleepy Hollow                     | Sheriff Leena Reyes      | 5 episodes                     |
| 2014–2018 | Madam Secretary                   | Chondita Samant          | 2 episodes                     |
| 2015–2017 | Mr. Robot                         | Antara Nayar             | 7 episodes                     |
| 2015      | Halal in the Family               | Fatima Qu'osby           | 4 episodes                     |
| 2015–2016 | The Mindy Project                 | Sonu Lahiri              | 6 episodes                     |
| 2016      | Blindspot                         | Susan Albright           | Episode: "Cease Forcing Enemy" |
| 2016–2018 | Timeless                          | Agent Denise Christopher | 26 episodes                    |
| 2017      | The Problem with Apu              | Sig selv                 | Dokumentarfilm                 |
| 2018      | Homeland                          | Dr. Meyer                | 3 episodes                     |
| 2019      | American Gods                     | Mama-Ji                  | 4 episodes                     |
| 2019      | Lost in Space                     | Captain Kamal            | 5 episodes                     |
| 2020      | Defending Jacob                   | Lynn Canavan             | 7 episodes                     |
| 2021–2022 | Snowpiercer                       | Dr Headwood              | 16 episodes                    |
| 2022–2023 | Billions                          | Daevisha ‘Dave’ Mahar    | 20 episodes                    |
| 2022      | Ms. Marvel                        | Auntie Shirin            | Episode: "Destined"            |
| 2024      | Goosebumps (2023 TV series)       | Ramona                   |                                |

#### Teater
| År   | Produktion                                              | Rolle | Scene               | Noter                             | Ref.  |
| ---- | ------------------------------------------------------- | ----- | ------------------- | --------------------------------- | ----- |
| 1979 | Marie and Bruce                                         |       | Public Theatre      | Professional acting debut         | [ 1 ] |
| 1988 | George Washington Slept Here                            |       | Apple Corps Theatre |                                   | [ 3 ] |
| 1988 | Phaedra Brittanica                                      |       | CSC                 |                                   | [ 4 ] |
| 2009 | The River Crosses Rivers: Short Plays by Women of Color |       | Castillo Theatre    | Production of New Federal Theatre | [ 1 ] |